# شبکه یک خبری آمریکا
شبکهٔ یک خبری آمریکا (OANN)، که همچنین با عنوان One America News (OAN) نیز شناخته می‌شود، یک کانال کابلی  است که توسط رابرت هیرینگ، به عنوان سرپرست اداره می‌شود و متعلق به شرکت هیرینگ شبکه است که، در ۴ ژوئیهٔ ۲۰۱۳ تأسیس شد.  این شبکه در سن دیگو، کالیفرنیا مستقر است و دفاتر خبرسازی را در واشینگتن، دی‌سی و نیویورک اداره می‌کند.
نمایش‌های گفت‌وگوی سیاسی زمان نخستین آن، چشم‌انداز محافظه‌کارانه‌ای دارند و این کانال به‌طور مرتب طرفدار دونالد ترامپ و حزب جمهوریخواه نمایش می‌دهد. این کانال خود را به عنوان یکی از «بزرگ‌ترین حامیان» ترامپ توصیف می‌کند، و ترامپ بارها و بارها شبکه را تبلیغ کرده‌است. این کانال به دلیل تبلیغ نظریهٔ توطئه برجسته است.
- جنگ سایبری توسط روسیه
- فهرست تئوری‌های توطئه
- اولکساندر اونوشچنکو